# ディック・クァックス
ディック・クァックス（Theodorus Jacobus Leonardus ("Dick") Quax、1948年1月1日 - 2018年5月28日）は、ジョン・ウォーカー、ロッド・ディクソンとともに、1970年代の男子中距離界をリードしたニュージーランドの陸上競技選手。1976年モントリオールオリンピックの銀メダリストである。

## 経歴
クァックスは、1948年オランダのアルクマール出身。1954年にニュージーランドのワイカトへ家族とともに移住した。セカンダリースクール時代はラグビー選手であったが、長距離走の才能も見せていた。1960年ローマオリンピックで金メダルを獲得したピーター・スネルやマレー・ハルバーグに感化され本格的に陸上に取り組むようになる。16歳の時にはアーサー・リディアードのトレーニング法を取り入れ、週に100マイルもの走り込みを行っていた。
クァックスは、1968年から、アーサー・リディアードの練習法をコーチするジョン・デービスとともに、引退するまで二人三脚でレースに出続けた。後に2人はスポーツビジネスの会社を興し、2003年にデービスが亡くなった後もクァックスが会社を引き継いでいる。
クァックスは、1970年にオークランドで行われた試合で、1968年メキシコシティーオリンピック1500m金メダリストのキプチョゲ・ケイノを1マイルのレースで30mもの差をつけて勝利を挙げた。この試合で彼は一躍注目を浴びた。さらに、同年、スコットランドのエディンバラで行われたコモンウェルスゲームズでも2人は対決。このレースも2人の争いとなり、ケイノがリベンジを果たした。
しかし、その後数年間、クァックスはシンスプリントに苦しむこととなる。そのため1972年ミュンヘンオリンピックには出場することができなかった。1975年に手術を行い故障から開放されたことでようやく元の力を取り戻すこととなる。
クァックスは1976年モントリオールオリンピックでは5000mに出場。前回ミュンヘンオリンピック2冠のフィンランドのラッセ・ビレンを中心に激しいレースとなった。1位から4位まで1秒以内という激戦の末、最後はビレンが、クァックスを0.4秒おさえ2大会連続の金メダル。クァックスは銀メダルを獲得した。
オリンピックの翌年、クァックスは5000mで13分12秒9の世界新記録をマーク。その後、マラソンに挑戦。アメリカ合衆国オレゴン州ユージーンで行われたマラソンが初マラソンで、2時間11分13秒というセンセーショナルなデビューを果たす。しかし、1980年モスクワオリンピックには、ニュージーランドがアメリカに同調しボイコットしたため、出場することはかなわなかった。しかし同年の9月には2時間10分47秒のニュージーランド新記録を達成した。
クァックスは、2001年10月にマヌカウ市議会議員に当選し、2007年まで務めた。マヌカウ市がオークランドに合併した後、2011年にはオークランド市議会議員に当選し、2016年まで務めた。
だが、2003年に喉頭癌と診断を受けてから闘病生活が続き、2018年5月28日に死去した。70歳没。

## 主な実績
| 年   | 大会                   | 場所                       | 種目  | 結果 | 記録       |
| ---- | ---------------------- | -------------------------- | ----- | ---- | ---------- |
| 1970 | コモンウェルスゲームズ | エジンバラ(スコットランド) | 1500m | 2位  | 3分38秒19  |
| 1976 | オリンピック           | モントリオール(カナダ)     | 5000m | 2位  | 13分25秒16 |